# سردار غوزوبويوك
سردار غوزوبويوك (بالتركية: Serdar Gözübüyük)‏ (ولد في 29 أكتوبر 1985) هو حكم كرة قدم محترف هولندي من أصل تركي. تولى قيادة مباريات التصفيات المؤهلة لكأس العالم 2014، بداية من المباراة التي أقيمت بين مالطا وإيطاليا في 26 مارس 2013.